# Кыркопа
Кыркопа (каз. Қырқопа, до 1992 г. — Кармановка) — село в Жангалинском районе Западно-Казахстанской области Казахстана. Административный центр Мендешевского сельского округа. Код КАТО — 274049100.

## География
Расположено в низовьях степной реки Кушум.

## История
Станица Кармановская входила во 2-й Лбищенский военный отдел Уральского казачьего войска.

## Население
В 1999 году население села составляло 945 человек (473 мужчины и 472 женщины). По данным переписи 2009 года в селе проживали 902 человека (450 мужчин и 452 женщины).